# 신유미
신유미(申由美, 1987년 9월 13일 ~ )는 대한민국의 가수, 송라이터, 작곡가, 작사가, 보컬 트레이너이다. 동덕여자대학교 실용음악과를 졸업하였다.

## 출연 작품
- 《보이스 코리아 2》 (2013) - 참가자
- 《PRODUCE 101 시즌 2》 (2017) - 보컬 트레이너
- 《PRODUCE X 101》 (2019) - 보컬 트레이너
- 《싱어게인2》(2021) - 참가자(top6)